# Ralph Humphrey
Ralph S. Humphrey (Berkeley (Californië), 11 mei 1944), ook bekend als onder meer Humphreys en Humphries, is een Amerikaans slagwerker en percussionist.
Humphrey groeide op in de omgeving van San Francisco en leerde het drummen in het orkest van zijn middelbare school. Naast drums speelde hij ook klarinet, zodat hij noten kon lezen, maar in het drummen heeft hij geen opleiding gehad. Hij rolde er naar eigen zeggen in toen hij al bij Don Ellis speelde en één les nam bij Tony Williams. In 1968 ging hij mee op een Europese tournee. In dat orkest speelde ook Joe Porcaro (vader van Jeff Porcaro). Na vijf jaar vond Humphrey het genoeg en nam hij een korte rustpauze. Maar niet veel later belde George Duke van Frank Zappa's band om te vragen of hij wilde komen voorspelen. Zappa legde hem de partij van The Bebop Tango voor, hoorde Humphrey aan en nam hen meteen aan. Van die band maakten toen ook Jean-Luc Ponty (viool) en Chester Thompson deel uit. Na Zappa volgden onder anderen Seals & Croft, Chick Corea, Al Jarreau en Wayne Shorter.
Humphrey kreeg op een gegeven moment genoeg van het toeren en ging meer de kant op van het lesgeven en het spelen binnen de film- en televisiewereld. Zijn partij is te horen in series als Star Trek: Deep Space Nine en Voyager, maar ook in Dawson's Creek. Later speelde hij mee in de Amerikaanse versies van Dancing with the Stars, The Simpsons, American Idol en Charmed. In 2008 zat hij achter de drums bij Mike Garson en Diane Schuur.